# Alison Skipworth
Alison Skipworth, właśc. Alison Mary Elliott Margaret Groom (ur. 25 lipca 1863 w Londynie, zm. 5 lipca 1952 w Nowym Jorku) – angielska aktorka teatralna i filmowa.

## Wybrana filmografia
- 1933: Pieśń nad pieśniami
- 1933: Alicja w Krainie Czarów
- 1934: Tutaj jest moje serce
- 1935: Becky Sharp
- 1935: Diabeł jest kobietą
- 1935: Kusicielka
- 1936: Tylko raz kochała